# Steyerberg

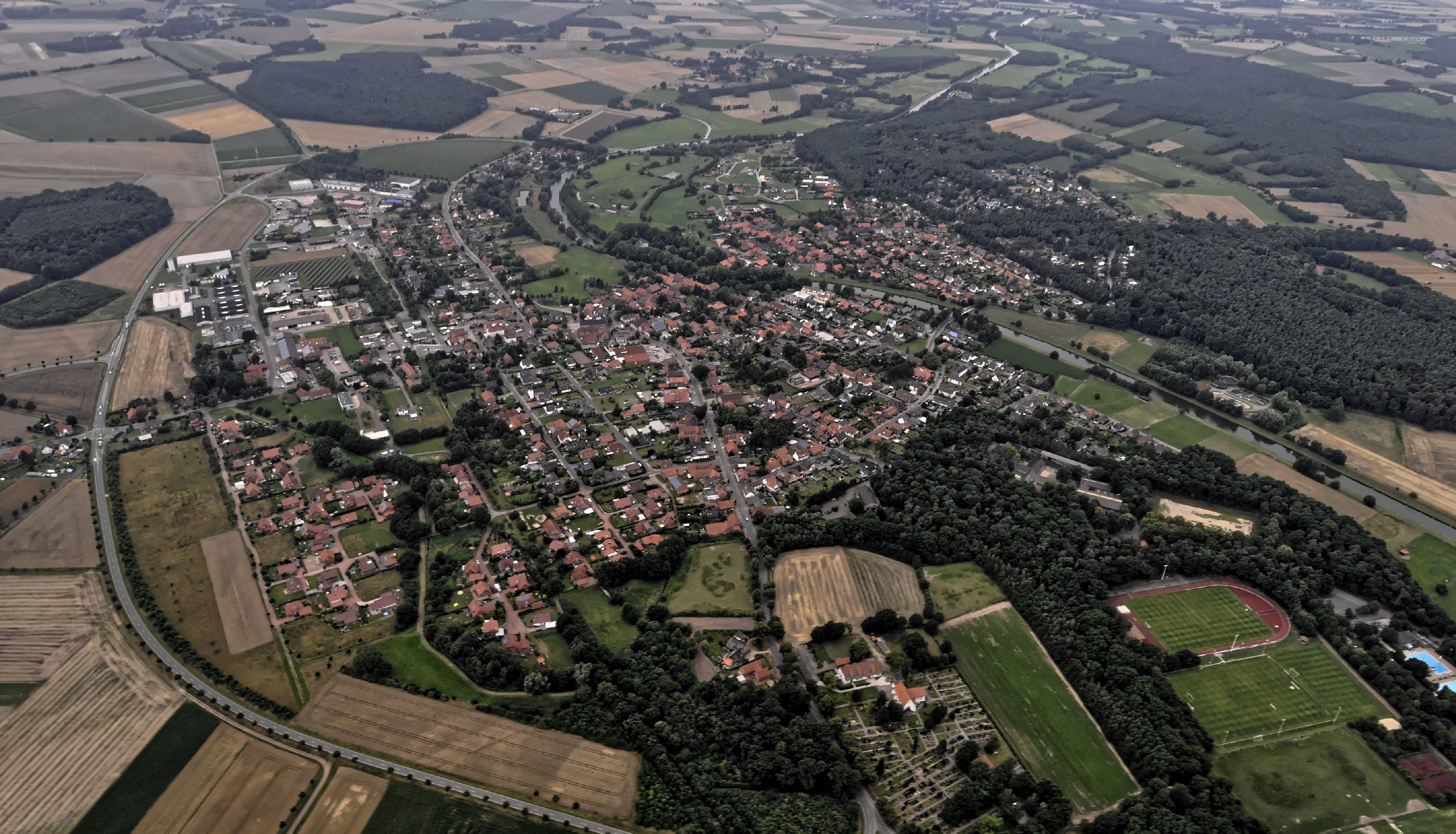
Steyerberg von oben

Steyerberg ist ein Flecken im Landkreis Nienburg/Weser (Niedersachsen). Der Flecken Steyerberg hat eine Verwaltungskooperation mit der Samtgemeinde Weser-Aue in Form des Zweckverbandes „Linkes Weserufer“ geschlossen.

## Geographie

### Geographische Lage
Steyerberg liegt in der Mittelweserregion. An den Flecken grenzt die Samtgemeinde Weser-Aue im Norden, die Samtgemeinde Uchte im Westen, die Samtgemeinde Landesbergen im Osten und die Gemeinde Stolzenau im Süden. Durch Steyerberg fließt die Große Aue.
Auffällig ist der 'Steyerberger Berg', die einzige größere Erhebung im Flecken.

### Fleckengliederung
| Ortsteile mit der Anzahl der Einwohner (Stand: 30. Juni 2010) | Ortsteile mit der Anzahl der Einwohner (Stand: 30. Juni 2010) |
| ------------------------------------------------------------- | ------------------------------------------------------------- |
| Bruchhagen                                                    | 0233 Einwohner                                                |
| Deblinghausen                                                 | 0553 Einwohner                                                |
| Düdinghausen                                                  | 0287 Einwohner                                                |
| Sarninghausen                                                 | 0214 Einwohner                                                |
| Sehnsen                                                       | 0114 Einwohner                                                |
| Steyerberg                                                    | 3061 Einwohner                                                |
| Voigtei                                                       | 0356 Einwohner                                                |
| Wellie                                                        | 0502 Einwohner                                                |

Der frühere Ort „Rießen“ ist nun ein Teil des Fleckens Steyerberg – eine Straße, in der sich die Kirche befindet.

## Geschichte

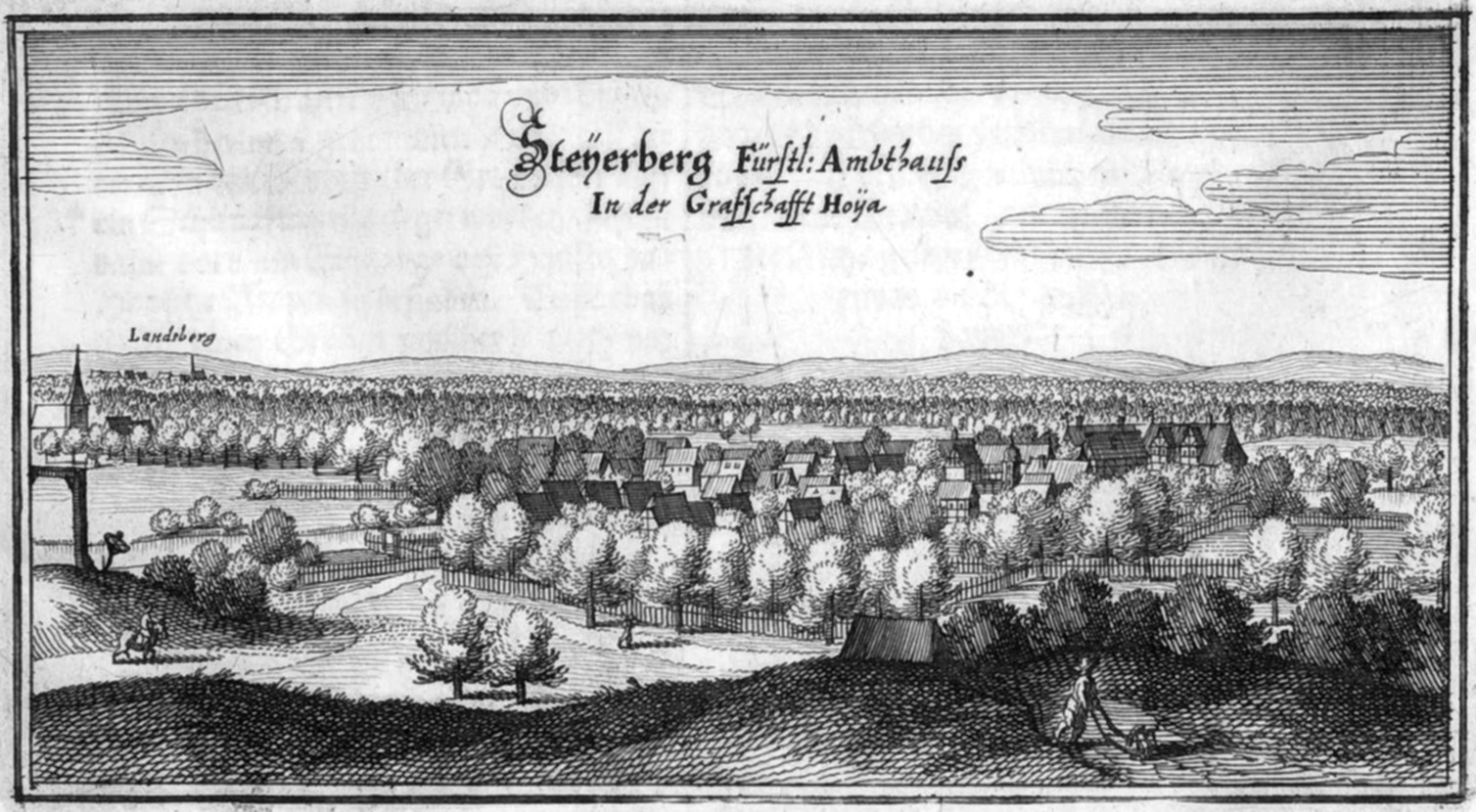
Steyerberg 1654

Die 1259 erstmals urkundlich erwähnte Burg Steyerberg war zum Schutz des Territoriums der Hoyaer Grafen vor den Mindener Bischöfen und als Gegenburg gegen die Festung Novum Castrum (Neues Haus) erbaut worden. Möglicherweise stand die Burg auf dem Land der Bischöfe, die das als Provokation ansahen. Ab 1265 war Steyerberg daher Streitapfel zwischen den Grafen von Hoya und den Bischöfen von Minden, die beide Besitzansprüche erhoben. Durch die Errichtung einer Burg auf dem Knappsberg konnten sich die Grafen von Hoya als Landesherren behaupten. Seitdem war Steyerberg Amtssitz. Die Burg verfiel und der Sitz wurde schon im 14. oder 15. Jahrhundert in den Ort verlegt. Die Grafen von Hoya erbauten 1550 den Amtshof in Steyerberg. Nach Aussterben der Hoyaer Grafen fiel Steyerberg 1582 an die Herzöge zu Braunschweig Lüneburg. Während des Dreißigjährigen Krieges wurde Steyerberg 1625 und 1636 geplündert und in Brand gesteckt. Um 1800 wurde Steyerberg durch Truppen Napoleons besetzt. Ab 1829 gehörte Steyerberg zum Amt Stolzenau. Nach Aufhebung der Ämter 1867 gehörte Steyerberg zum Kreis Stolzenau, der 1932 mit dem Landkreis Nienburg/Weser vereinigt wurde. Die 1968 gebildete Samtgemeinde Steyerberg wurde 1974 zur Einheitsgemeinde Flecken Steyerberg zusammengeschlossen. Die ehemals selbstständigen acht Gemeinden wurden damit zu Ortsteilen.
Wann die Grafen von Hoya den Ort zu einem Flecken erhoben, lässt sich nicht genau ermitteln, es wird aber im 14. Jahrhundert gewesen sein. Von 1549 bis 1766 hatte eine Linie der Adelsfamilie Münchhausen als Drosten ihren Sitz in Steyerberg. 1573 verstarb hier der bekannte Feldobrist Hilmar von Münchhausen. Später wurden seine Söhne mit Steyerberg belehnt, darunter Statius von Münchhausen. Seit 1589 gibt es Schützenfeste in Steyerberg.
Im Zweiten Weltkrieg bestand in unmittelbarer Umgebung der Orte Steyerberg und Liebenau unter dem Decknamen „Karl“ die größte Munitionsfabrik des deutschen Chemie- und Rüstungsunternehmens EIBIA G.m.b.H.
Bei Kriegsende wurde Steyerberg von den Briten eingenommen, nachdem im Steyerberger Bahnhof ein Zug mit Munitionsgütern gesprengt worden war.
Steyerberg feierte im Jahr 2009 sein 750-jähriges Bestehen.

### Eingemeindungen
Am 1. März 1974 wurden die Gemeinden Bruchhagen, Deblinghausen, Düdinghausen, Sarninghausen, Sehnsen, Voigtei und Wellie eingegliedert.

### Einwohnerentwicklung
| Jahr      | 1821  | 1848  | 1871  | 1885  | 1905  | 1925  | 1933  | 1939  | 1946  | 1950  | 1956  | 1961  | 1970  |
| --------- | ----- | ----- | ----- | ----- | ----- | ----- | ----- | ----- | ----- | ----- | ----- | ----- | ----- |
| Einwohner | 2.114 | 2.366 | 2.719 | 2.800 | 2.994 | 3.464 | 3.459 | 3.479 | 6.104 | 7.270 | 5.813 | 5.780 | 5.560 |

| Jahr      | 1987  | 1989  | 1990  | 1991  | 1995  | 2000  | 2005  | 2007  | 2008  | 2013  | 2015  | 2019  |
| --------- | ----- | ----- | ----- | ----- | ----- | ----- | ----- | ----- | ----- | ----- | ----- | ----- |
| Einwohner | 5.026 | 5.035 | 5.123 | 5.207 | 5.551 | 5.333 | 5.347 | 5.391 | 5.321 | 5.303 | 5.262 | 5.191 |

## Politik

### Gemeinderat
Dem Gemeinderat Steyerberg gehören insgesamt 16 Mitglieder an. Dies ist die festgelegte Anzahl für eine Gemeinde mit einer Einwohnerzahl zwischen 5.001 und 6.000 Einwohnern. Die Ratsmitglieder werden durch eine Kommunalwahl für jeweils fünf Jahre gewählt. 
Neben den 16 in der Gemeinderatswahl gewählten Mitgliedern ist außerdem der hauptamtliche Bürgermeister im Rat stimmberechtigt.
Aus dem Ergebnis der letzten Kommunalwahl 2021 ergab sich folgende Sitzverteilung:
- CDU: 7 Sitze
- SPD: 7 Sitze
- Bündnis 90/Die Grünen: 2 Sitze

### Bürgermeister
Bürgermeister ist seit 1. Dezember 2021 der parteilose Marcus Meyer. Er wurde bei der Kommunalwahl am 12. September 2021 mit 62,28 Prozent gewählt.
Ehemalige Bürgermeister:
- 2013–2021 Heinz-Jürgen Weber (CDU).[9]
- 2005–2013 Andreas Götz
- 1998–2005 Gerd Linderkamp

…
- 1976–1991 Karl Nordmann
- 1972–1974 Fritz Peters
- 1953–1972 Heinrich Dolle
- 1952–1953 Carl Fritsch
- 1950–1952 Georg Hadler
- 1949–1950 Heinrich Hesterberg
- 1948–1949 Dietrich Buschmann
- 1946–1948 Heinrich Gerking
- 1941–1945 Heinrich Meyer
- 1934–1941 Carl Fritsch

...
- um 1580 Reineke Hegermann

### Ortsrat
Der Ortsrat, der den Ortsteil Steyerberg des gleichnamigen Fleckens vertritt, setzt sich aus fünf Mitgliedern zusammen. Die Ratsmitglieder werden durch eine Kommunalwahl für jeweils fünf Jahre gewählt.
Bei der Kommunalwahl 2021 ergab sich folgende Sitzverteilung:
- Wir für Steyerberg: 5 Sitze

## Kultur und Sehenswürdigkeiten

### Museum
- Heimatmuseum in der Wassermühle Steyerberg.

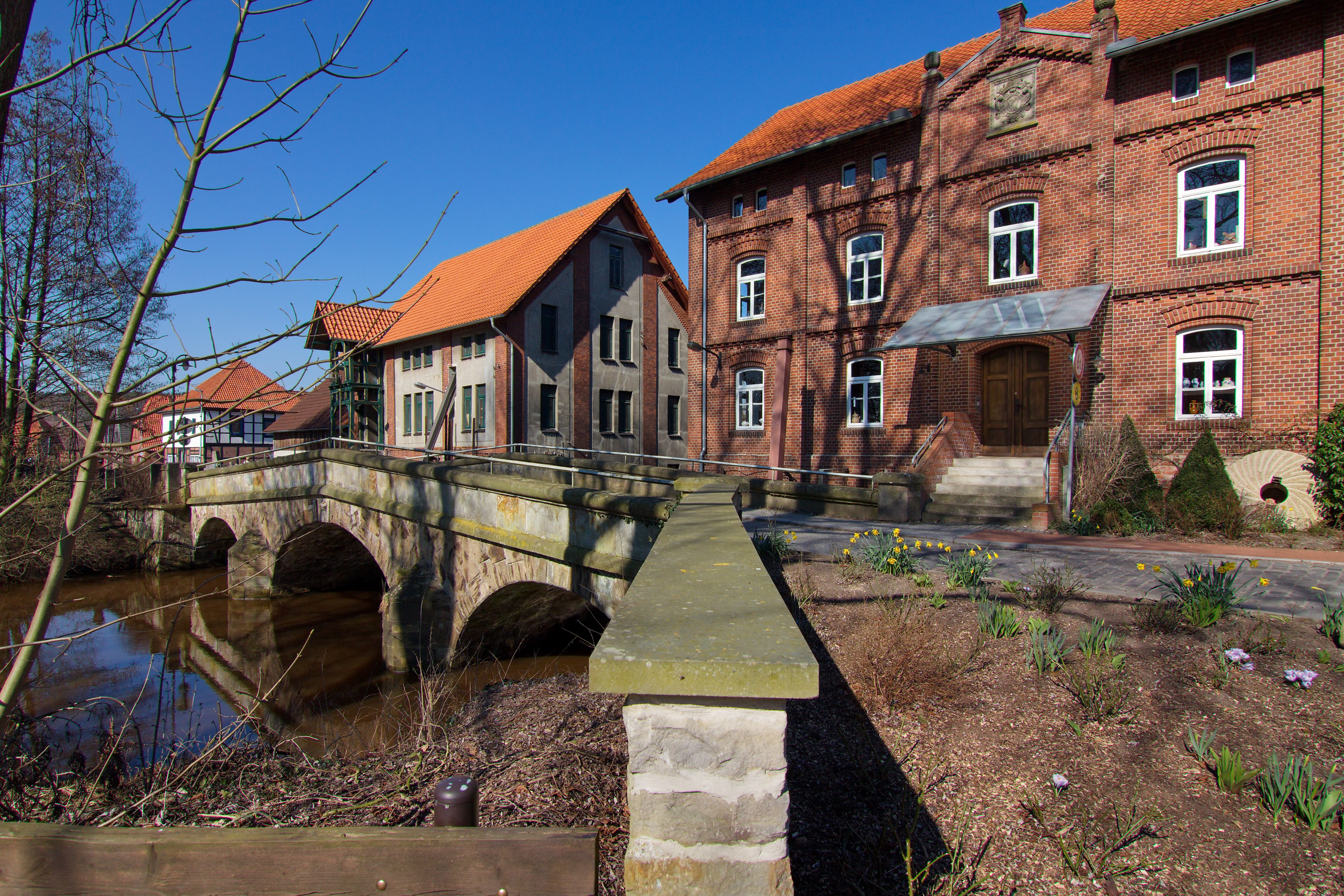
Historische Brücke vor der Wassermühle
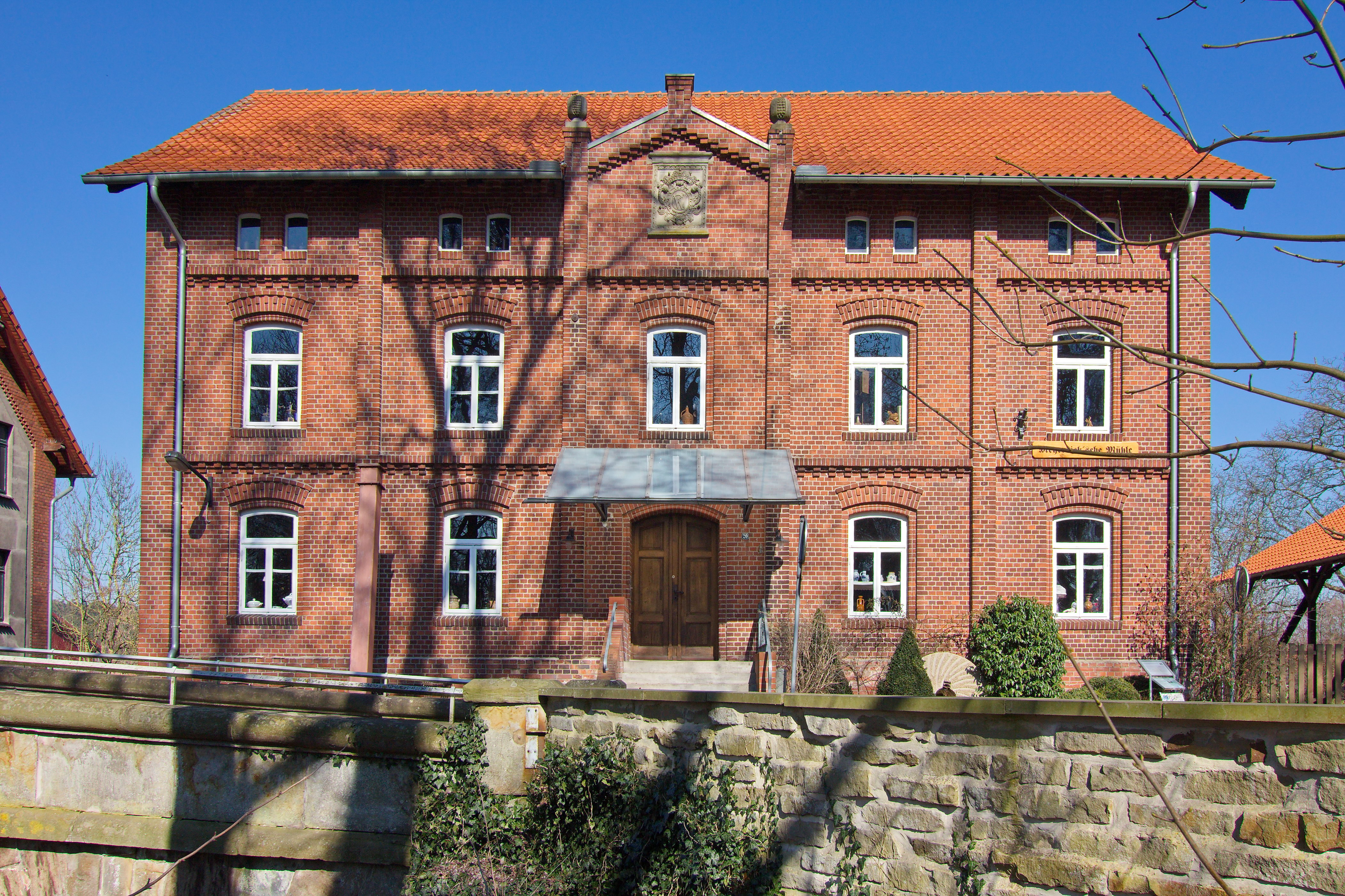
Wassermühle Meyersiek
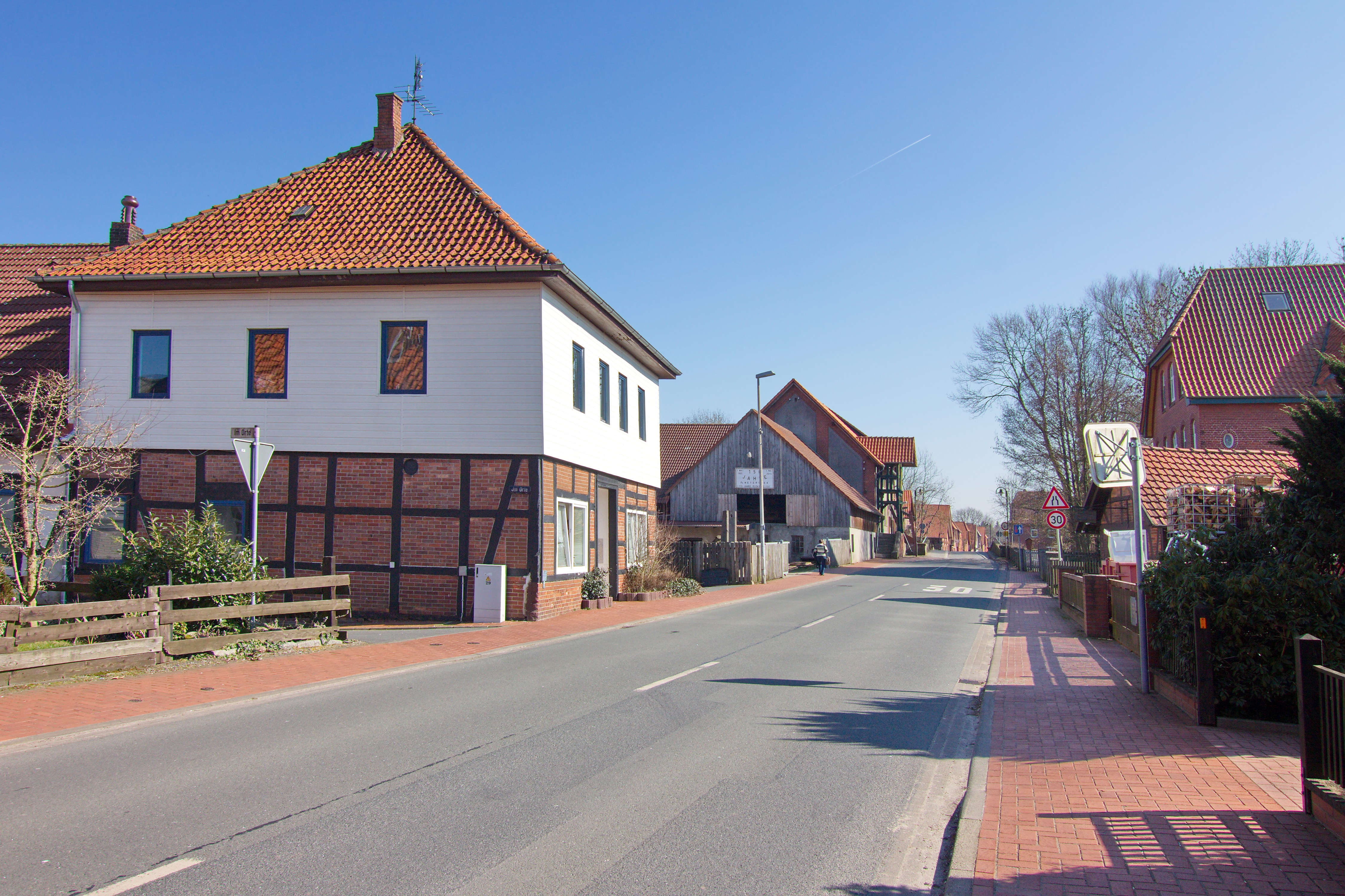
Ortsblick auf die Lange Straße
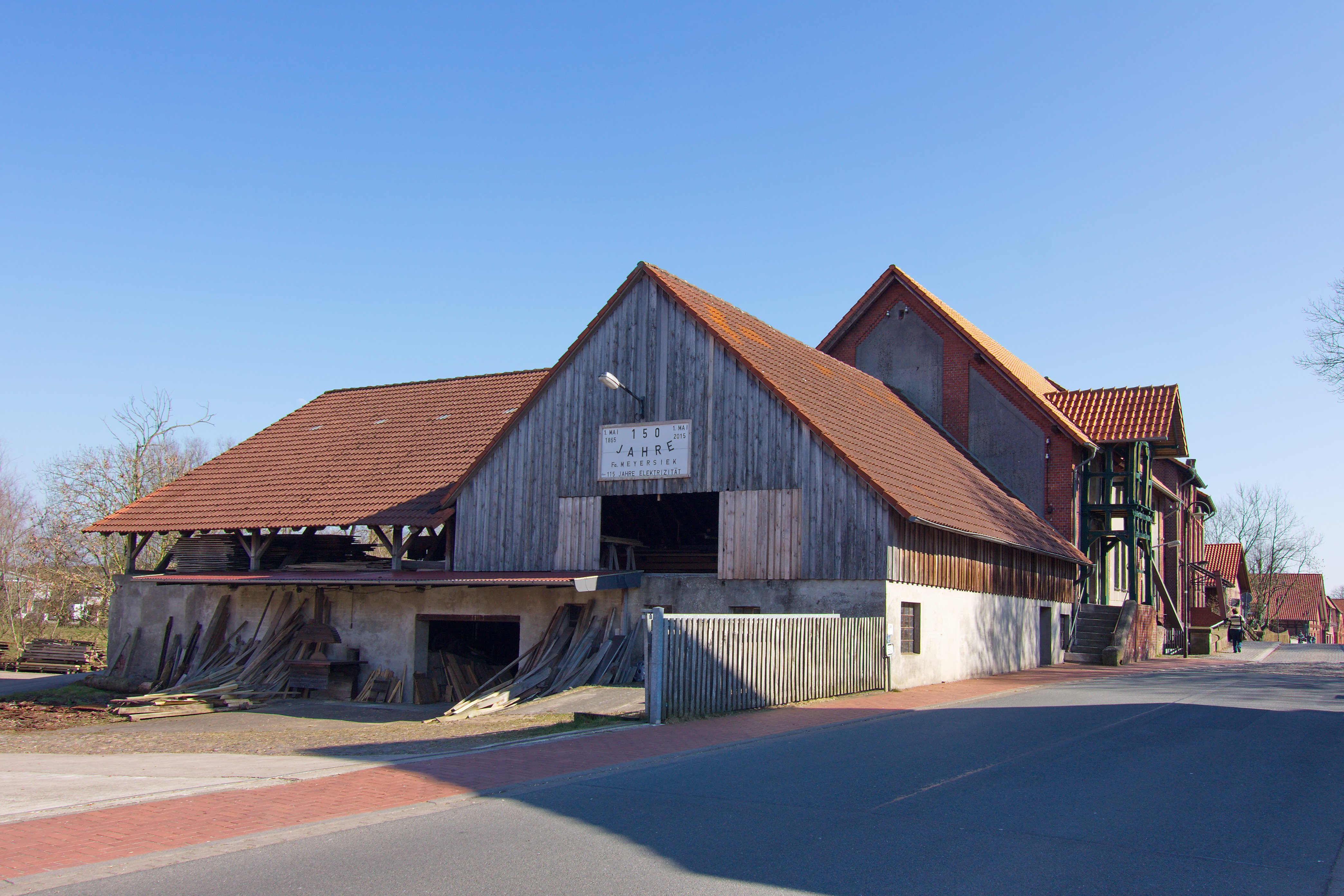
Sägewerk von 1865

### Bauwerke
- Die evangelisch-lutherische Kirche Sankt Katharinen zu Rießen am östlichen Ortseingang von Steyerberg wurde in wesentlichen Teilen etwa von 1180 bis 1250 erbaut. Die Orgel von Christian Vater stammt aus der ersten Hälfte des 18. Jahrhunderts. In der Turmhalle steht ein romanischer Taufstein, der vermutlich aus dem 10. Jahrhundert stammt. Die Grabkammer der Familie des Söldnerführers Hilmar von Münchhausen mit einem hölzernen Epitaph ist an die Kirche angebaut.
- Der Amtshof der Grafen von Hoya wurde auf den Resten der zweiten Burg Steyerberg um 1550 erbaut. Er liegt auf der von zwei Armen der Aue umflossenen Jacobiinsel, die einst nur über eine Zugbrücke zu erreichen war. Er diente als Verwaltungszentrum und landwirtschaftlicher Betrieb.[11] Heute dient er als Rathaus.[12]
- In der Wassermühle Steyerberg von 1898, die im Jahr 1245 erstmals erwähnt wurde,[13] residiert heute der Heimatverein Steyerberg, der sie 2005 vollständig renovierte und zum Heimatmuseum ausbaute.[14]
- Die historische dreibogige Werksteinbrücke von 1726 überspannt die Große Aue vor der Wassermühle Meyersiek.
- Das Sägewerk von 1865 auf der linken Seite der Großen Aue gegenüber der Wassermühle gehört zum Gesamtensemble der Mühlenanlage und wird bis heute betrieben.
- In der Kriegsgräberstätte Deblinghausen wurden etwa 2000 Zwangsarbeiter der Pulverfabrik in Liebenau – darunter viele sowjetische Kriegsgefangene – beigesetzt.

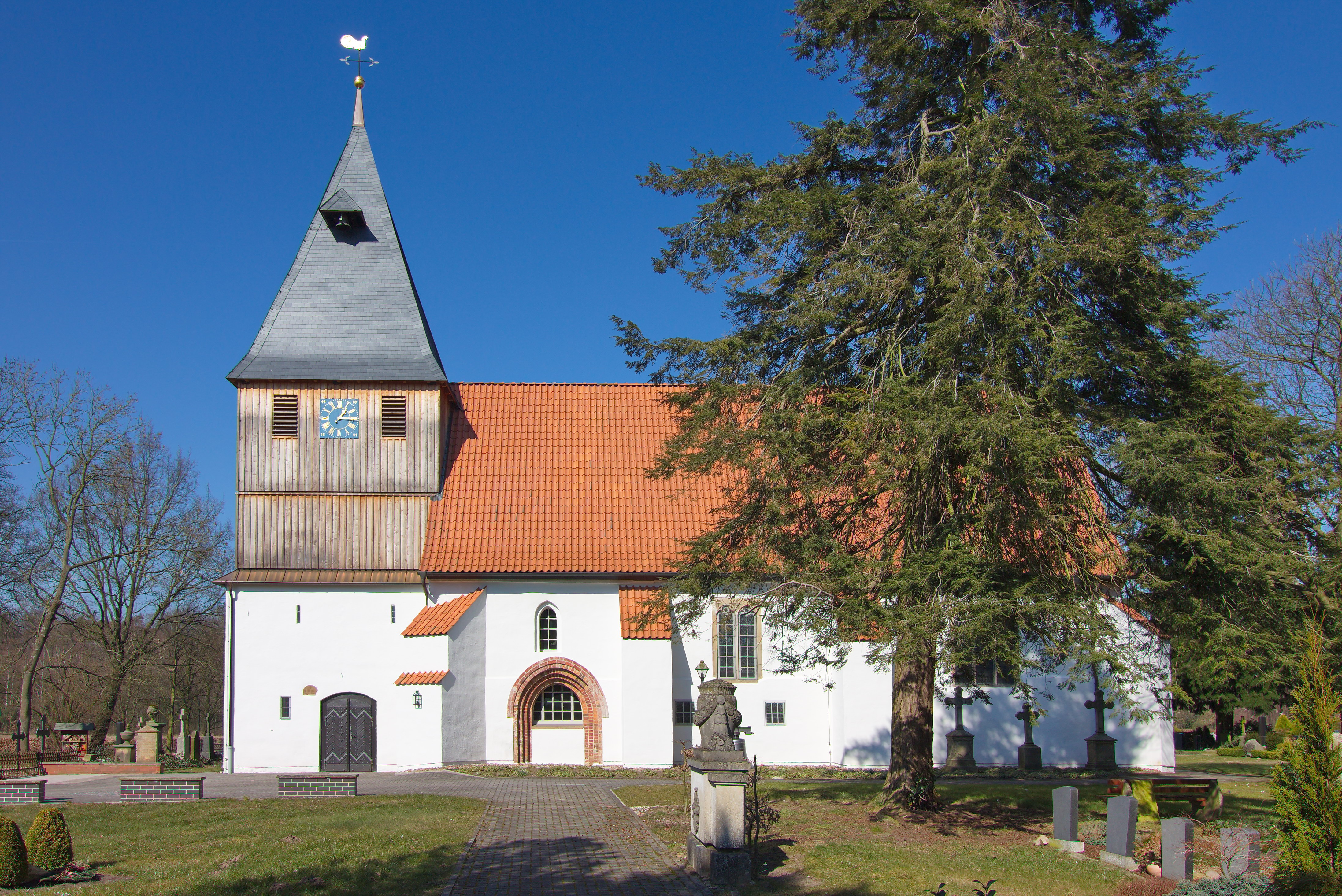
St.-Katharinen-Kirche
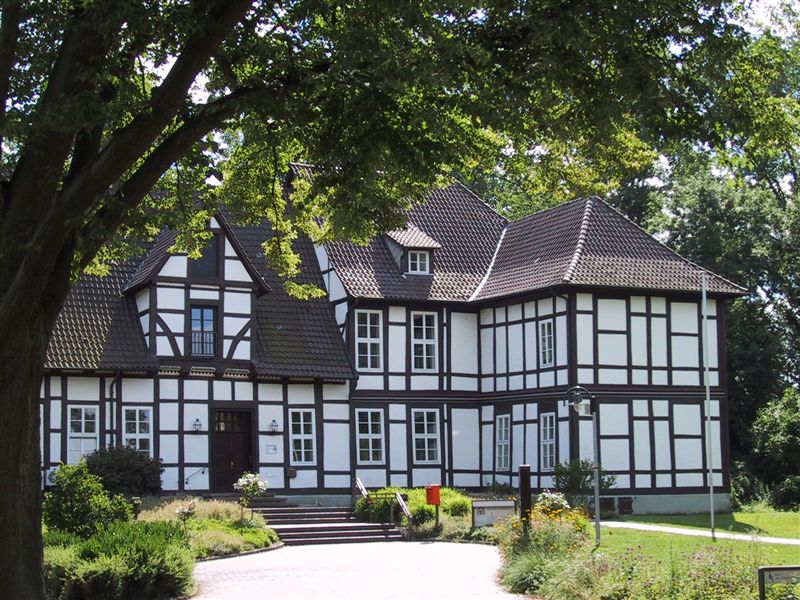
Der Amtshof
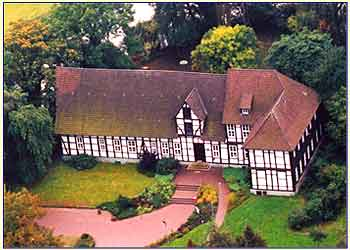
Amtshof (Luftaufnahme)

Siehe auch: Liste der Baudenkmale in Steyerberg

### Grünflächen und Naherholung
- Eichenkratt (Deblinghausen)
- Wellier Kolk
- Märchenwald Steyerberg

### Sport
- Sportplätze in Deblinghausen, Düdinghausen, Vogtei, Wellie und Waldstadion Steyerberg
- Freibäder in Steyerberg, Deblinghausen
- Sporthallen in Steyerberg und Deblinghausen
- Schützenhalle in Steyerberg
- Reithalle in Steyerberg

### Regelmäßige Veranstaltungen
- Schützenfest (alle zwei Jahre, im ungeraden Jahr)
- Gewerbeschau (alle zwei Jahre, im graden Jahr)

## Wirtschaft und Infrastruktur

### Unternehmen
Noch 2005 gehörte der Flecken Steyerberg zu den drei Gemeinden im Landkreis Nienburg, die einen Einpendlerüberschuss hatten. Die Lage hat sich durch Betriebsschließungen deutlich verschlechtert.
In der Gemeinde Steyerberg gibt es mehrere Gewerbegebiete: Auf dem Acker, Am Hasenberge und Auf dem Lichtenberge (in Planung, aber aufgrund bestehender Höchstspannungsleitungen nur teilweise umsetzbar).
Im Gewerbegebiet „Auf dem Acker“ ist der seit 1977 beheimatete Büromöbelhersteller Rohde & Grahl GmbH ansässig und gehört zur polnischen Nowy Styl S.A. Das Bekleidungswerk, die Karl-Heinz Rolfsmeier GmbH + Co. KG ging 2016 in die Insolvenz. Im Gewerbegebiet „Am Hasenberge“ befindet sich seit 1977 das Unternehmen Oxxynova GmbH (bis 2001 zur Degussa AG) zur Herstellung von Dimethylterephthalat; die Produktion beschäftigte rund 130 Mitarbeiter, zum Jahresende 2022 wurde die Produktion eingestellt und das Werk danach in einen Stand-By Modus versetzt.
Bis 2013 bestand im Ortsteil Voigtei eine Erdgasverarbeitungsanlage der Firma ExxonMobil Production Deutschland GmbH – Standort Voigtei, die seit den 1950er Jahren die Erdgasversorgung Norddeutschlands als eine der wenigen inländischen Quellen unterstützte.
Im Ortsteil Wellie gibt es zwei Ziegeleien, von denen eine aber seit einigen Jahren stillgelegt ist.
Von 1981 bis Ende der 1990er Jahre wurde auf dem ehemaligen Gelände der Industrieverwaltungsgesellschaft mbH (IVG) zwischen Steyerberg und Liebenau eine Landessammelstelle für schwach radioaktive Abfälle betrieben. Danach wurde der Abfall ins Zwischenlager nach Leese überführt.
Am 30. Juni 2010 arbeiteten 1489 Männer und Frauen als sozialversicherungspflichtig Beschäftigte im Flecken Steyerberg.

### Bildung
Im Ort Steyerberg sowie in den Ortsteilen gibt es mehrere Bildungs- und Betreuungseinrichtungen:
- Kindergarten Wurzelhöhle, Steyerberg
- Kindergarten Wolkentraum, Steyerberg
- Kindergarten Lummerland, Voigtei
- Waldkindergarten, Steyerberg[17]
- Grundschule Waldschule Steyerberg
- Freie Schule Mittelweser[18]

Die Hauptschule der Waldschule wurde 2013 und die Grundschule Deblinghausen 2019 geschlossen.

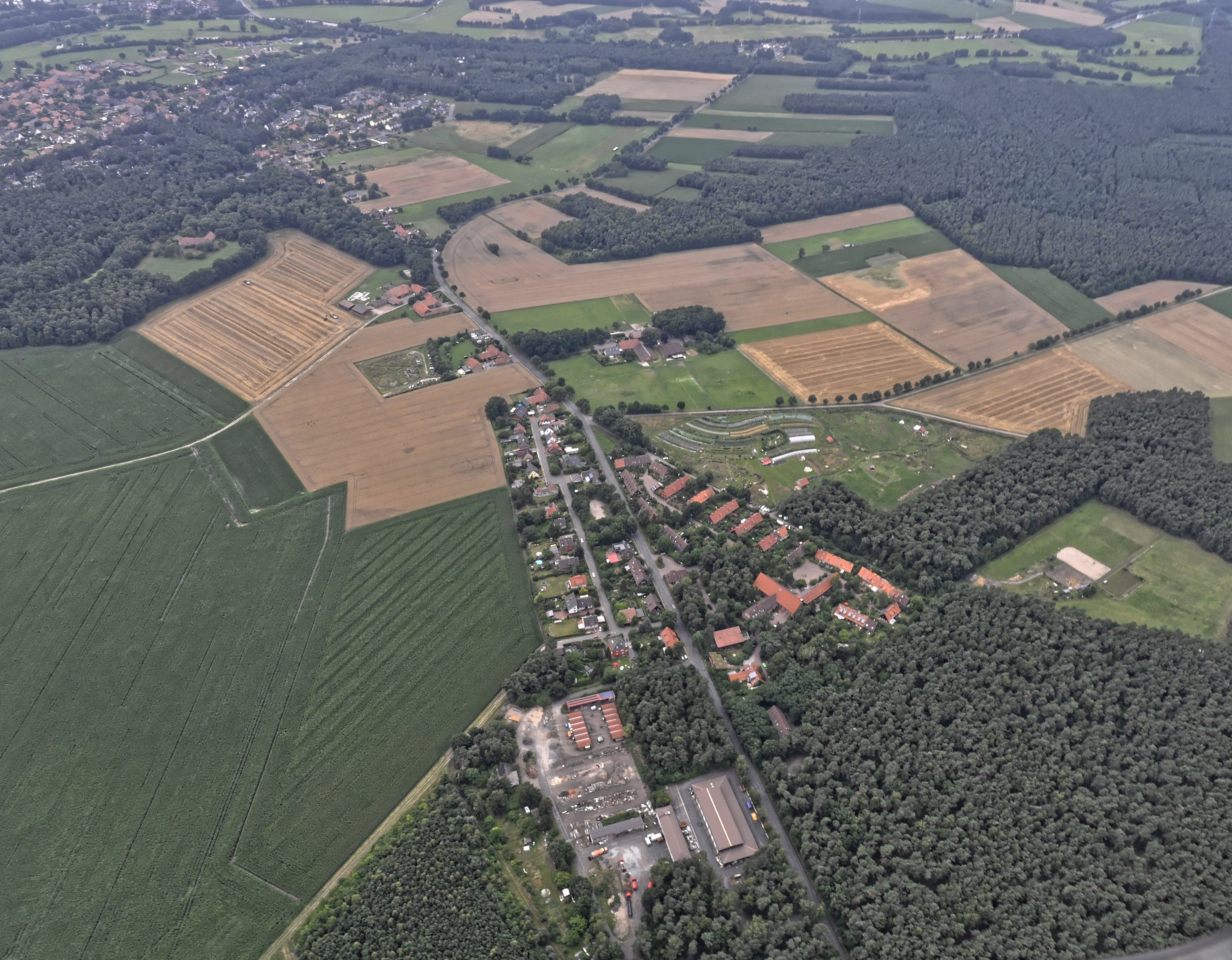
Luftaufnahme 2015 der Lebensgarten Siedlung (rechts, mit den roten Dächern). Unten, die ehemaligen Werkstätten der Transporteinheit

Im Rahmen des Projekts Kraft durch Freude wurde 1938 eine Wohn- und Erholungsanlage für weibliche Arbeitskräfte der größten Munitionsfabrik des deutschen Rüstungsunternehmens EIBIA mit dem Decknamen „Karl“ errichtet. Nach dem Kriegsende wurden die Gebäude von der britischen Rheinarmee (BAOR) als Unterkunft für Arbeitskompanien genutzt und erhielten den Namen Helena-Lager. In diesem Lager waren bis zum Ende der Kriegsgefangenschaft 1947 größtenteils deutsche Kriegsgefangene untergebracht, danach 1948 wurde es umgewandelt in German Civil Labour Organisation bzw. German Service Organisation, und bis 1978 eine Transport- und Buseinheit der Mixed Service Organisation des Royal Corps of Transport (Regiment) zur Unterstützung der BAOR Lager Pinewood Camp in nahe gelegenen Liebenau und der Garnison in Nienburg/Weser, und dann bis Anfang der 1980er Jahre zu Truppenübungszwecken genutzt.
Die erste friedliche Nutzung der Gebäude begann 1984 in Anlehnung an die schottische Findhorn Lebensgemeinschaft, zwei Jahre später wurde Lebensgarten Steyerberg e. V. gegründet.
Mit dem Lebensgarten beherbergt Steyerberg eines der größten (140 Bewohner) und ältesten (1984) Kollektive in Deutschland. Der Lebensgarten ist auch Sitz eines Bildungs- und Seminarzentrums und des Ende 2005 gegründeten Vereins für Achtsamkeit & Verständigung e. V.

### Verkehr
Der Flecken Steyerberg liegt an den drei Landesstraßen 349, 350 und 351. Die Bundesstraße 6 befindet sich in rund 15 km Entfernung und führt 4-spurig in Richtung Hannover bzw. 2-spurig in Richtung Syke und Bremen. Weitere in der Nähe befindliche Bundesstraßen sind die Bundesstraße 441 (10 km südlich), Bundesstraße 215 (10 km östlich) und Bundesstraße 61 (15 km westlich). Die nächsten Bundesautobahnen sind etwa 60 km entfernt. Die nächsten Bundesautobahnanschlüsse sind
- Bundesautobahn 2: Porta Westfalica, ca. 45 km über Bundesstraße 482 / B 215
- Bundesautobahn 7: Schwarmstedt, ca. 45 km, dann über Nienburg Bundesstraße 214.

Der Bahnhof Steyerberg lag an der Bahnstrecke Nienburg–Rahden. Diese ist in diesem Bereich stillgelegt.
Nächstgelegene Bahnhöfe sind Nienburg (Weser) an der Bahnstrecke Wunstorf–Bremen und Leese-Stolzenau an der Bahnstrecke Nienburg–Minden, außerdem Rahden an der Bahnstrecke Bünde–Bassum.
Die Verbindung der Ortsteile untereinander und mit den umliegenden Orten erfolgt über Orts- und Regiobuslinien der Verkehrsgesellschaft Landkreis Nienburg.

## Persönlichkeiten
- Hilmar von Münchhausen (1512–1573), deutscher Söldnerführer, königlich spanischer Obrist, seit 1565 Pfandherr und Drost zu Steyerberg, 1573 auf dem Amtshof verstorben
- Ernst Friedrich Bouchholtz (1718–1790), deutscher Jurist, Autor und mecklenburgischer Diplomat
- Karl Friedrich von Trümbach (1834–1905), Gutsbesitzer und Abgeordneter des Provinziallandtages der Provinz Hessen-Nassau
- Adalbert Bremer (1902–1948), Kaufmann und Politiker (CDU), Mitglied des Ernannten Braunschweigischen Landtages
- Die Politologin und Fernsehmoderatorin Ilka Eßmüller stammt aus Steyerberg.
- Der ehemalige Bundestagsabgeordnete Sebastian Edathy (SPD) wohnte in Steyerberg.
- Auch der bekannte Rezitator Horst Peters ist gebürtiger Steyerberger.
- René Rast, deutscher Autorennfahrer, unter anderem Gewinner des Porsche Carrera Cups 2008, Deutscher ADAC Junioren Kartmeister 2002 und Gewinner der Deutschen Tourenwagen-Masters DTM 2017, 2019 und 2020, wuchs in Steyerberg auf.
- Hans Christian Brandy, Landessuperintendent des Sprengels Stade, war in den Jahren 1991–1994 Pastor in Steyerberg.
- Die bekannte Ökologin und Kapitalismus-Kritikerin Margrit Kennedy lebte hier.